# 艾迪·科克兰
雷·爱德华·“艾迪”·科克兰（英語：Ray Edward 'Eddie' Cochran，1938年10月3日—1960年4月17日），美国摇滚歌手，他的洛卡比里歌曲在1950年代和1960年代早期成功捕捉到了青少年群体的心理需求。他在自己最早的单曲中就已开始尝试多轨录音和原带配音技术。科克兰塑造的衣着时髦长相帅气的年轻男子形象和叛逆的态度成为了五十年代摇滚音乐人的典范。1960年4月，他在英国巡演期间因车祸去世，年仅21岁。科克兰于1987年进入摇滚名人堂。